# Автомобільні шляхи ПАР

Карта автомобільних шляхів ПАР.

Національна дорожня система являє собою мережу автомобільних доріг, яка зв'язує всі населені центри у ПАР. Система найбільше була розбудована за часів Апартеїду протягом 1970-х, хоча будівництво нових доріг та ремонт існуючих продовжується і сьогодні. Система була змодельована на основі американської системі міжштатних автомагістралей, ідея була вперше приведена у дію президентом США Дуайтом Ейзенхауером протягом 1950-х і заснована на німецьких автомагістралях, які Дуайт Ейзенхауер випробував на власному досвіді, подорожуючи Німеччиною після Другої світової війни.

## Список автомобільних доріг
Автомобільні шляхи позначаються літерою N, після якої йде номер, що зазначає конкретний маршрут. На знаках національних доріг зображених п'ятикутниками, всередині показується номер дороги.
- N1: Кейптаун – Байтбрідж (прикордонний пост у Зімбабве, стає A4/A6)

через Лейнгсбург, Бофорт-Вест, Колсберг, Блумфонтейн, Вінбург, Крунстад, Йоганнесбург, Преторія, Полокване і Мусіна.
- N2: Кейптаун – Ермело

через Гарден-Роут, Порт-Елізабет, Греямстаун, Бішо, Іст-Лондон, Умтата, Кокстад, Порт-Шепстон, Дурбан, Емпангені, Понгола та Піт-Ретіф.
- N3: Дурбан – Йоганнесбург

через Пітермаріцбург, Есткорт та Гаррісміт.
- N4: Лобаце – Рессано-Гарсіа (прикордонний пост у Ботсвані і Мозамбіку, стає A2 і EN4, відповідно)

через Рустенбург, Преторія, Вітбанк та Мбомбела.
- N5: Вінбург – Гаррісміт

через Бетлехем.
- N6: Іст-Лондон – Блумфонтейн

через Квінстаун та Алівал-Норт.
- N7: Кейптаун – Віулсдріф (прикордонний пост у Намібії, стає B1)

через Малмсбері та Спрінгбок.
- N8: Апінгтон – Масеру (прикордонний пост у Лесото)

через Кімберлі, Блумфонтейн та Ледібранд.
- N9: Джордж – Колсберг

через Графф-Рейнет та Мідделбург.
- N10: Порт-Елізабет – Накоп (прикордонний пост у Намібії, стає B3)

через Крадок, Мідделбург, Де-Ар, Пріска та Апінгтон.
- N11: Ледісміт – Гроблерс-Брідж (прикордонний пост у Ботсвані)

через Н'юкасл, Волксруст, Ермело, Мідделбург та Полокване.
- N12: Джордж – Вітбанк

через Оудсхурн, Бофорт-Вест, Кімберлі, Воррентон, Крюгерсдорп, Потчефструм та Йоганнесбург
- N14: Спрінгбок[en], – Преторія

через Апінгтон, Куруман, Фрейбург, Крюгерсдорп та Сентуріон.
- N17: Йоганнесбург – Нгвен'я (прикордонний пост у Свазіленді, стає MR3)

через Спрінгс, Бетал та Ермело.
- N18: Воррентон – Раматлабама (прикордонний пост у Ботсвані, стає A1)

через Фрейбург та Мафікенг.